# Sisto Vinciguerra
Sisto Vinciguerra (Alatri, 17 aprile 1815 – Genova, 4 febbraio 1871) è stato un giurista e patriota italiano.

## Biografia
Si laureò in Giurisprudenza a Roma, dove esercitò l'avvocatura.
Dimostrò la sua vasta cultura giuridica pubblicando l'opera Declaratorie officiali di vari paragrafi del Regolamento legislativo e giuridico.
Repubblicano per eccellenza e patriota insigne, fu deputato all'Assemblea costituente della Repubblica Romana nel 1849 e fu Vice Presidente del Circolo Popolare di Roma.
A seguito della restaurazione dello Stato pontificio, si recò in esilio a Genova, dove morì il 4 febbraio 1871.
| Controllo di autorità | VIAF (EN) 405159474048327660096 · BAV 495/362528 |